# Biuro Odbudowy Portów

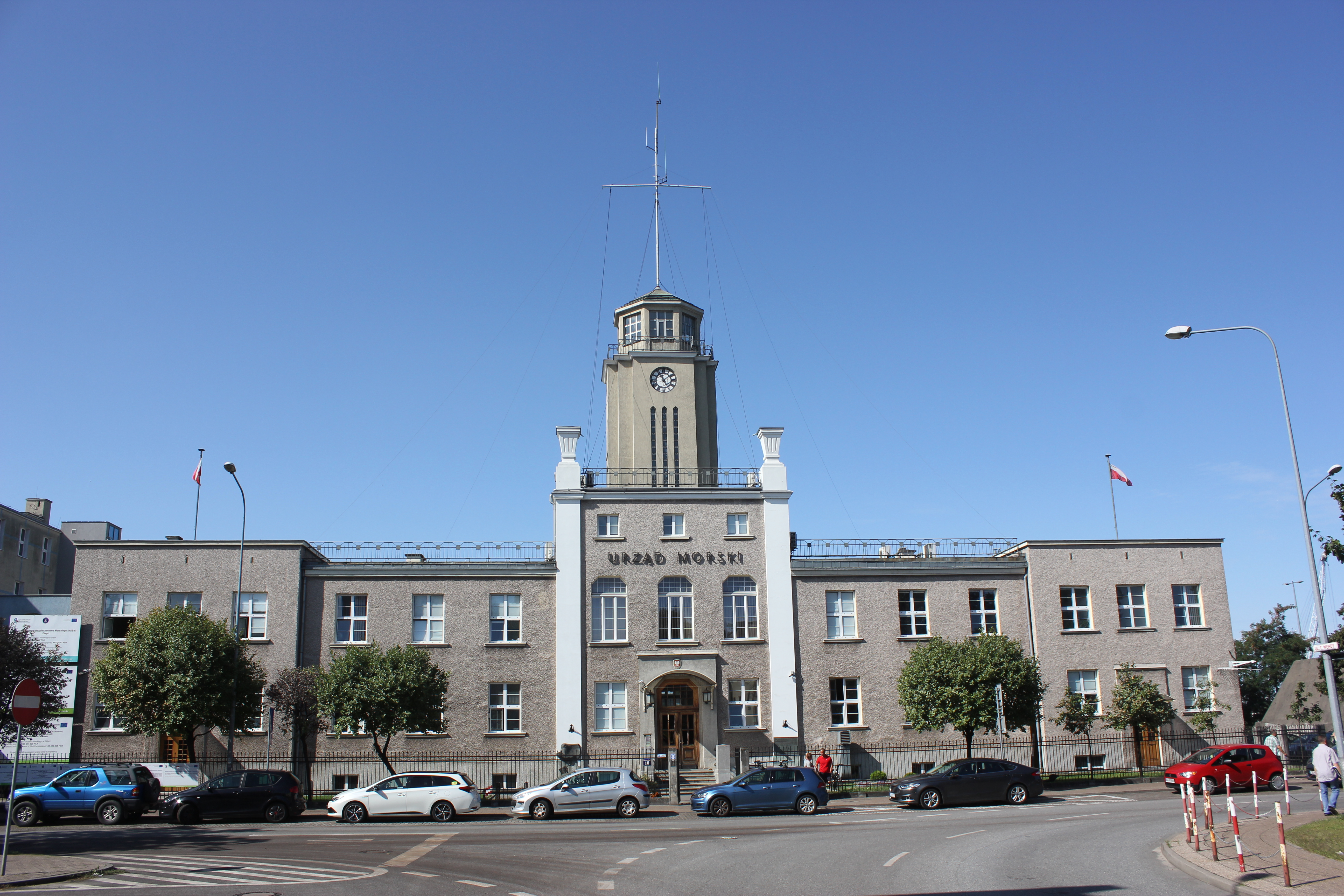
Budynek Urzędu Morskiego w Gdyni – siedziba Biura Odbudowy Portów

Biuro Odbudowy Portów (BOP) – instytucja z siedzibą w Gdańsku zajmująca się organizacją i odbudową wszystkich polskich portów morskich po zniszczeniach dokonanych w II wojnie światowej, istniejąca w latach 1945–1947.
Biuro Odbudowy Portów mieściło się w przedwojennej siedzibie Urzędu Morskiego w Gdyni. Działając od września 1945 do grudnia 1947, BOP zinwentaryzowało straty poniesione przez porty, opracowało szczegółowe plany ich odbudowy i koncepcje przestrzennego zagospodarowania. Współpracowało z Delegatem Rządu dla Spraw Wybrzeża w osobie Eugeniusza Kwiatkowskiego. Biuro posiadało swoje delegatury w Gdyni i Szczecinie. 1 stycznia 1948 roku zadania BOP związane z odbudową i uruchomieniem portów przejęły nowo utworzone Urzędy Morskie: Gdański i Szczeciński.

## Obsada personalna
- dyrektor – Władysław Szedrowicz
- naczelny inżynier ds. odbudowy portów – Wacław Tubielewicz.
- naczelnik Wydziału Kierownictwa Robót – Józef Czyż-Mintowt